# Deori (Sagar)
Deori és una ciutat i municipi del districte de Sagar (o Saugor) a Madhya Pradesh, Índia. Està situada a 21° 24′ N, 79° 01′ E / 21.40°N,79.02°E i la seva població segons el cens del 2001 era de 23.812 habitants (el 1881 tenia 7.414 habitants). Antigament es va dir Ramgarh Ujargarh i de vegades és esmentada com Bara Deori. El seu nom deriva d'un temple. Celebra mercat el dimarts. Té un fort a l'oest de la ciutat.
La fortalesa fou edificada el 1713 per Durga Singh el fill d'Himmat Singh, sobirà gond de Gaurjhamar; el fort fou conquerit el 1741 per tropes marathes del peshwa. Sota el domini maratha la ciutat va prosperar. El 1767 el peshwa va cedir Deori i els Panch Mahals (les cinc comarques dependents) a Dhonda Dattatraya, un pandit maratha, que ho va rebre lliure de pagar cap mena de renda. El 1817 encara estava en mans del seu descendent Ramchandra Rao. El 1813 Zalim Singh, raja de Harhakota, va saquejar la ciutat i la va incendiar i van morir trenta mil persones; el 1817 el peshwa va cedir Sagar als britànics però el 1818 Deori i els Panch Mahals foren cedides a Sindhia de Gwalior i Ramchandra Rao va rebre un altre estat com a compensació. Sindhia va retornar l'administració (no la sobirania) als britànics el 1825. El 1857 un cap gond de Durjan Singh, que governava Singhpur i altres viles prop de Deori, es va apoderar del fort amb el suport d'una banda de rebels, però al cap d'un mes en fou expulsat per Safdar Husain, l'oficial al càrrec de la policia de Deori. El 1860 Gwalior va cedir la sobirania de Deori i els Panch Mahals al govern britànic.